# Ministério da Família, Trabalho e Política Social (Polônia)
O Ministério da Família, Trabalho e Política Social da República da Polônia foi formado em 2005 para administrar questões relacionadas à política trabalhista e social da Polônia. Foi nomeado Ministério do Trabalho e Política Social até o final de 2015, quando foi renomeado para Ministério da Família, Trabalho e Política Social.
O ministério foi formado pelo antigo e de curta duração Ministério dos Assuntos Sociais (criado em 2004) e ainda existe, mas reduziu o Ministério da Economia. Do Ministério da Economia, o novo ministério adquiriu as competências nas áreas de emprego e combate ao desemprego, relações e condições de trabalho, benefícios relacionados ao trabalho e relações sindicais. A parte de política social do ministério lhe confere competências sobre questões de família, benefícios sociais e bem-estar.
O ministério supervisiona o Zakład Ubezpieczeń Społecznych.
Desde 2019, a atual Ministra do Trabalho e Política Social é Marlena Maląg.

## Lista de ministros
|  | Retrato | Nome               | Festa             | Mandato                | Mandato          | Primeiro Ministro (gabinete)                               |
|  | ------- | ------------------ | ----------------- | ---------------------- | ---------------- | ---------------------------------------------------------- |
|  |         | Elżbieta Rafalska  | Direito e Justiça | 16 de novembro de 2015 | 4 junho 2019     | Beata Szydło ( Szydło ), Morawiecki, Mateusz (Morawiecki ) |
|  |         | Bożena Borys-Szopa | Direito e Justiça | 4 junho 2019           | 15 novembro 2019 | Morawiecki, Mateusz (Morawiecki )                          |
|  |         | Marlena Maląg      | Direito e Justiça | 15 novembro 2019       | Presente         | Mateusz Morawiecki (Morawiecki II )                        |